# Manuel Reguera (anarquista)
Manuel Reguera fue un reconocido periodista y militante anarcocomunista individualista español.

## Vida
Viajó a Buenos Aires en 1888, junto a su hermano José y a su amigo Rafael Roca. Al año siguiente formó parte del grupo ácrata Los Desheredados, que estaban vinculados al periódico El Perseguido. Colaboró con El Productor de Barcelona en 1889 y Tierra y Libertad en 1902.
Fue director de La Revolución Social, periódico comunista anárquico de 1896. Fue uno de los fundadores de La Protesta Humana, en 1897. También dirigió el periódico antiorganizacionista El Rebelde, entre 1898 y 1903, con el seudónimo de J. Mayorka. Fue detenido en julio de 1900 por esta causa. 